# My Stepson Is Evil
My Stepson Is Evil ist ein US-amerikanischer Porno-Spielfilm aus dem Jahr 2019, der dem Genre MILF zuzurechnen ist.

## Handlung
Der Film enthält eine Reihe von Taboo-Episoden, in denen MILFs mit den männlichen Nachkommen ihrer Ehemänner zu sehen sind. Erpressung und Einschüchterung führen die Stiefmütter dazu. Der junge, psychopathische Nathan Bronson bringt die britische MILF Jasmine Jae in die Enge. Der verstörte Alex Jett nutzt Dana DeArmond aus. Mit seinem Vater außerhalb der Stadt konfrontiert Seth Gamble Alexis Fawx mit Beweisen ihrer ehelichen Untreue. Die MILF India Summer erliegt Logan Pierces Verführung.

## Nominierungen
- 2020: AVN Awards – Best Taboo Relations Production
- 2020: XBIZ Awards – Best Sex Scene – Taboo-Themed (Alexis Fawx, Seth Gamble)
- 2020: XBIZ Awards – Taboo-Themed Release of the Year
- 2020: XRCO Awards – All in the Family Theme